# A1-es autópálya (Románia)
Az A1-es autópálya (másként Dél-erdélyi autópálya, románul: Autostrada A1) egy épülő romániai autópálya, amely kelet-nyugat irányban szeli majd át az országot.
Első, az 1960-as években átadott szakasza Bukarestet és Pitești-et köti össze. A 2010-es években a Kárpátokon innen is több, egyelőre nem összefüggő szakasz elkészült Temesvár, Arad, Nagyszeben, Déva és Szászváros térségében. 2015. július 11-én átadták a magyar határig vezető szakaszt, így Arad és Temesvár lett az első két romániai nagyváros, amelyek – a magyarországi M43-as autópályán keresztül – bekapcsolódtak az európai gyorsforgalmiút-hálózatba. Jelenleg Erdélyben a Nagylak (országhatár)–Marzsina és a Holgya–Nagyszeben közötti szakaszok használhatók.

## Története

### Építése

#### Bukarest–Pitești
Az első romániai autópálya 1967–1972 között épült; eredetileg csupán Bukarestet kötötte össze a tőle közel 100 km-re lévő Pitești-tel. A 81. és 84. kilométer közti egyenes szakaszt úgy tervezték, hogy futópályaként is szolgálhasson bajbajutott repülőgépeknek, vagy harci gépeknek háború idején; azonban sosem használták. A 113 kilométer hosszú autópályát 2000-ben felújították, és a IV., Közép-Európát északnyugat-délkelet irányban átszelő páneurópai közlekedési folyosó részeként tervbe vették a továbbfejlesztését. 2007-ben adták át a meglévő szakaszhoz kapcsolódó, 17 km-es pitești-i elkerülőt.

#### Pitești–Nagyszeben
A Déli-Kárpátokat átszelő autópálya öt szakaszban fog megvalósulni. 2022 végén minden szakaszra hatályos kivitelezési szerződés van.
Az első, 30,4 km-es, szakasz Pitești és Curtea de Argeș között épül. Erre a szakaszra 2017 októberéig lehetett ajánlatot tenni. Közel három éves eljárás után 2020 május 11-én jelentették be, hogy aláírták az erre a szakaszra vonatkozó tervezési és kivitelezési szerződést. A kivitelező az olasz Astaldi (későbbi nevén WeBuild) lett, melynek 1 év áll rendelkezésére a tervezésre, majd 4 év a kivitelezésre. A szakaszon 12 híd, egy viadukt, 6 felüljáró és három közúti csomópont épül. A munkálatok 2021 szeptemberében kezdődtek, a határidő 2025. szeptember, de a Bascov és Băiculești közötti 16 km-t már 2024 decemberében átadták.
A második, 9,9 km-es, szakasz Curtea de Argeș és Tigveni között fog megépülni. 2022-ben aláírták a kivitelezői szerződést, de a munkálatok abban az évben még nem kezdődtek meg; a határidő 2027. március.
A harmadik, 37,4 km-es, szakasz Tigveni és Cornetu között fog megépülni. 2022-ben aláírták a kivitelezői szerződést, de decemberig nem írták alá az építkezések elkezdését lehetővé tevő miniszteri rendeleteket.
A negyedik, 31,3 km-es, szakasz Cornetu és Bojca között fog megépülni. Ez az egyik legnehezebb autópálya-szakasz: a hegyes terepen 7 alagutat, számos hidat és viaduktot kell építeni, valamint az erdős részeken fákat kivágni.2022-ben aláírták a tervezési és kivitelezési szerződést, de a munkálatok abban az évben még nem kezdődtek meg; a határidő 2028. március. 2024 elejéig még nem sikerült végezni a tervezéssel, mivel a cég munkatársai sokhelyütt nem kaptak engedélyt belépni a nyomvonalon található magán- és köztulajdonú erdőkbe, így még nem tudták elkezdeni a kivitelezési fázist, amire 50 hónap áll rendelkezésre.
Az ötödik, 13 km-es, szakasz Bojca és Nagyszeben közti szakaszt 2022 decemberében adták át. Erre a szakaszra 2017 októberéig lehetett ajánlatot tenni. 2019 április 14-én írták alá ezen szakasz tervezésére és kivitelezésére vonatkozó szerződést az osztrák Porr Construct kft.-vel. A nyertesnek egy év állt rendelkezésére a tervezésre, illetve három év a kivitelezésre.

#### Nagyszebeni elkerülő
2010. december 1-jén átadták a Nagyszebent elkerülő kb. 17 km-es szakaszt.

#### Nagyszeben–Szászváros
A Nagyszeben és Szászváros között lévő autópálya 4 szakaszban épült meg. Az első, Nagyszeben és Szelistye között épült 16 km-es szakaszt 2013. december 19-én adták át. A második, Szelistye és Konca között épült 22 km-es szakaszt 2014. november 14-én adták át. Ez a szakasz nem sokkal átadása után javításra szorult földcsuszamlások következtében. A harmadik, Konca és Szászsebes között épült 19 km-es szakaszt a román Straco Grup kivitelezte, és 2013 decemberében adták át a negyedik, Szászsebes és Szászváros között épült 24 km-es szakasszal együtt. Ez utóbbit az osztrák Strabag kivitelezte.

#### Szászváros–Déva
A Szászváros és Piski közötti 18 kilométert a Straco Grup kivitelezte, 2013. május 30-án adták át. A Piski és Déva közötti 15 kilométert pedig a Strabag építette, ez 2012. december 21-én lett átadva.

#### Déva–Lugos
Ez a szakasz 4 részben valósul meg, amelyekből az első, a Sziklás és Igazfalva közötti 27 km-es szakasz teljes egészében elkészült; ezt 2013. december 24-én adták át, de akkoriban csak Bálinc és Igazfalva között került forgalomba, mivel hiányzott a folytatás Temesvár felé, ami csak 2015-ben készült el. A Sziklás−Igazfalva szakasz kivitelezője az olasz Tirrena Scavi volt.
A második szakasz Igazfalva és Holgya között épült, de csak részlegesen készült el, Igazfalva és Marzsina között egy 15 km-es szakasz. Ezt 2017 márciusában adták át.
A Marzsina és Holgya közötti szakasz megvalósítására 2013-ban ugyan szerződést kötöttek egy olasz céggel, de a tervezési fázisban figyelmen kívül hagyták azt az európai uniós követelményt, hogy a hegyes, erdős szakaszon (az Erdélyi-szigethegységet a Bánsági-hegyvidékkel összekötő Ruszka-havas környékén) biztosítani kell a vadak átjárását az autópálya két oldala között; emiatt környezetvédelmi szervezetek már 2010-ben panaszt tettek az Európai Bizottságnál. Sokáig a környezetvédelmi engedély hiánya hátráltatta a munkát; időközben a román állam szerződést bontott a kivitelezővel, új tervezési, engedélyezési és közbeszerzési eljárásokra volt szükség. Az új megoldás irányonként egy-egy 2,13 km hosszú alagutat tartalmaz. Ezen szakasz késlekedése miatt van szükség a holgyai ideiglenes csomópontra. Erre a szakaszra 2022 októberében írták alá a kivitelezői szerződést az UMB – Euro Asfalt cégtársulással, de decemberig nem írták alá az építkezések elkezdését lehetővé tevő miniszteri rendeleteket. A kivitelezés határideje ennek következtében 2026 augusztusára csúszott, ami a nemzeti helyreállítási és ellenállóképességi terv (PNRR) forrásaihoz való hozzáférés határideje is. A szerződés szerint a munkakezdés 2022. decemberi elrendelésétől 11 hónap állt volna rendelkezésre a tervezésre és további 34 hónap a kivitelezésre, de az alagutak építési engedélyét csak 2024 augusztusában adta ki a Szállítás- és Infrastruktúraügyi Minisztérium, így a határidő biztosan nem tartható.
A Marossolymos és Marosillye közötti 22 km-es szakasz, melynek kivitelezője a román UMB Spedition volt, 2019. augusztus 14-én adták át, a Marosillye és Holgya közötti 21 km-es szakaszt pedig 2019. december 23-án, ezt a szakaszt a spanyol Comsa építette. Ez utóbbi szakasszal problémák adódtak, mivel az eredeti tervekkel ellentétben, a környezetvédelmi hatóságok egy új alagút építését kérték, az állam pedig egy ideiglenes csomópont építését Holgya közelében. Ezen többletmunkákról kellett megegyezzen a kormány és a kivitelező.

#### Lugos–Temesvár
2012. augusztusi hír szerint az Európai Unió vállalta a Temesvárt elkerülő kb. 10 km-es és a Temesvárt Lugossal összekötő kb. 25 km-es szakasz 85%-os finanszírozását. Ezen a szakaszon a munkálatok már folyamatban voltak.
Lugos és Temesvár között az autópálya két szakaszban épült, az első, Sziklás és Temesvár-Kelet közötti 25 km-es szakasz 2015. december 23-án lett kész, a hivatalos határidő előtt 7 hónappal. A kivitelező az olasz Tirrena Scavi volt.
A második, Temesvárt elkerülő 9,5 km-es szakaszt, határidő előtt fél évvel, 2012. október 23-án adták át. A kivitelező a román UMB Spedition volt.

#### Temesvár–Arad
2009 elején Temesvár és Arad között megkezdődtek a munkálatok; a 33 km-es Temesvár–Arad szakaszt és a 12 km-es aradi elkerülőt 2011 decemberében adták át, igaz, egyelőre sebességkorlátozásokkal és utóbbit csak kétszer egy sávon. 2012 június 6-án készült el teljesen.

#### Arad–Nagylak
Arad és Nagylak között az autópálya két szakaszban valósult meg. 2011. október 20-án elkezdődött a Nagylak (országhatár) és Arad közötti szakasz építése is. A Romstrade és az Alpine kivitelezésében megvalósuló 39 km-es szakasz átadását eredetileg 2013-ra tervezték. Később mindkét kivitelezővel szerződést bontottak, a Romstrade ellen eljárás indult, az Alpine pedig csődbe ment. A munkálatokat az olasz Astaldi és a német Max Bögl fejezte be. 2014. december 19-én átadták a Nagylak és Pécska közötti 22,2 kilométeres szakaszt valamint a Pécska és Arad közötti szakasz egy 6,1 km-es részét Arad mellett, amely a DN7-es főutat vezeti rá az autópályára. A magyar határig vezető szakasz átadása végül 2015. július 11-én történt meg, a magyarországi M43-as autópályához Makó–Csanádpalota közötti 23,1 kilométeres szakaszának átadásával együtt. Ezzel Arad és Temesvár lett az első két romániai nagyváros, amelyek bekapcsolódtak az európai gyorsforgalmiút-hálózatba.

### Működés
A 2014-ben, az elnökválasztási kampányban átadott ecsellői völgyhidat nem sokkal az átadás után le kellett zárni, mert egy 300 m-es szakasz átépítésre szorult.
2023-ra a viadukt újra rossz műszaki állapotba került: mind a tartóoszlopok, mind a felépítmény állapota leromlott, a vasbetonelemeken hosszanti és keresztirányú repedések jelentek meg, melyek helyenként olyan mélyek, hogy a betonvas is kilátszik. 2020 és 2023 között az állapotromlás egyenletes volt, de a 2023. februári földrengés további károkat okozott. 2022-ben végeztek ugyan javításokat, ezek azonban nem oldották meg a problémát. A CNAIR ezért közbeszerzést írt ki a szükséges javításokra.
2021-ben a CNAIR közbeszerzést írt ki több autópálya (A1, A3, A4, A10) pihenőhelyeinek haszonbérlet keretében történő kialakítására és működtetésére, de erre nem érkezett jelentkező.
2024 februárjában Románia autópályáin 36 új csomópont előkészítését jelentették be. Ebből az A1-en hét található: Ungureni és Ionești Dâmbovița megyében, Kudzsir Fehér megyében, Szántóhalma Hunyad megyében, Bethlenháza és Temesrékas Temes megyében, valamint Temeskeresztes Arad megyében.

## Csomópontok és pihenőhelyek

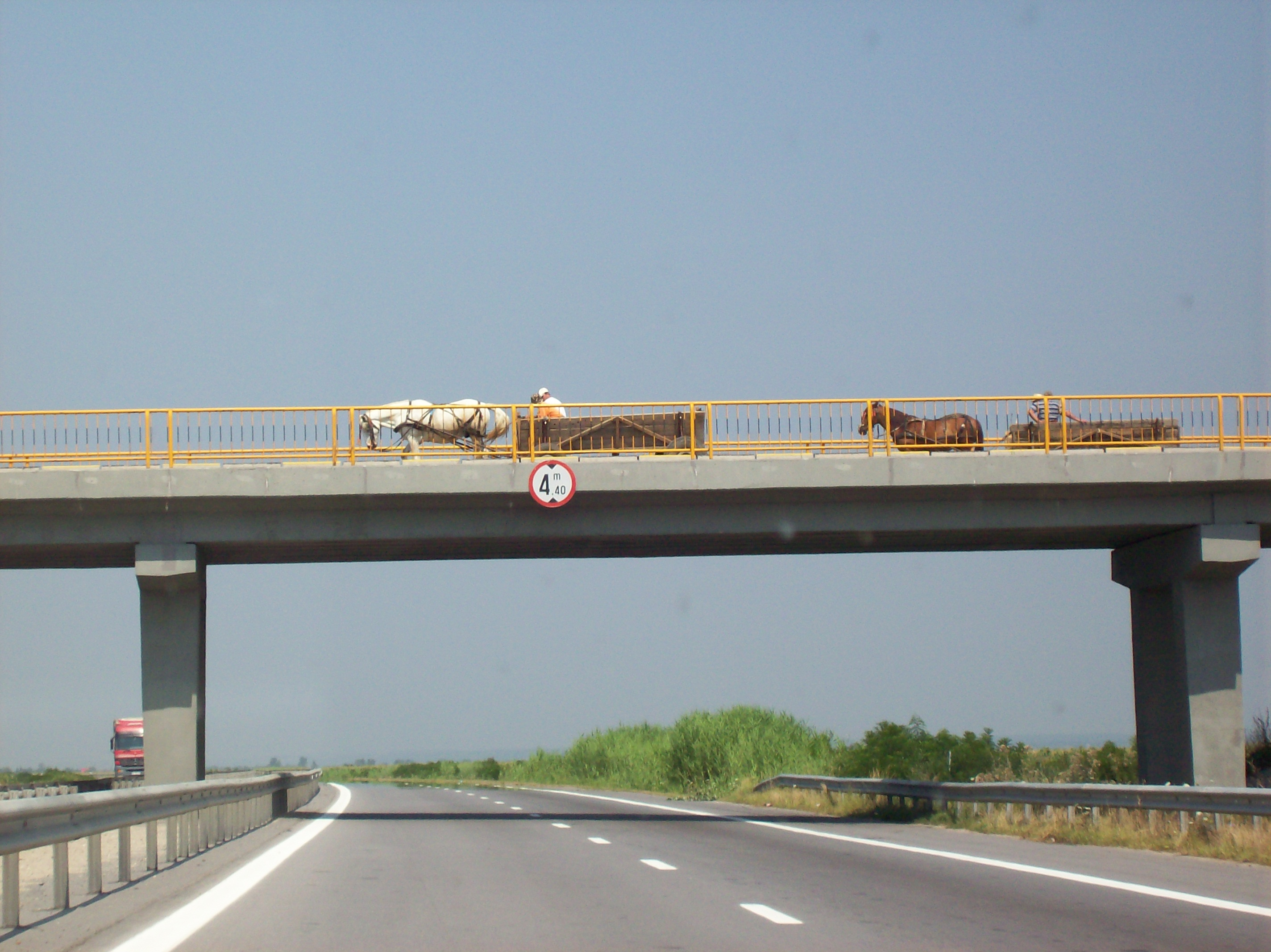
Az A1-es autópálya Romániában (Bukarest–Pitești szakasz)

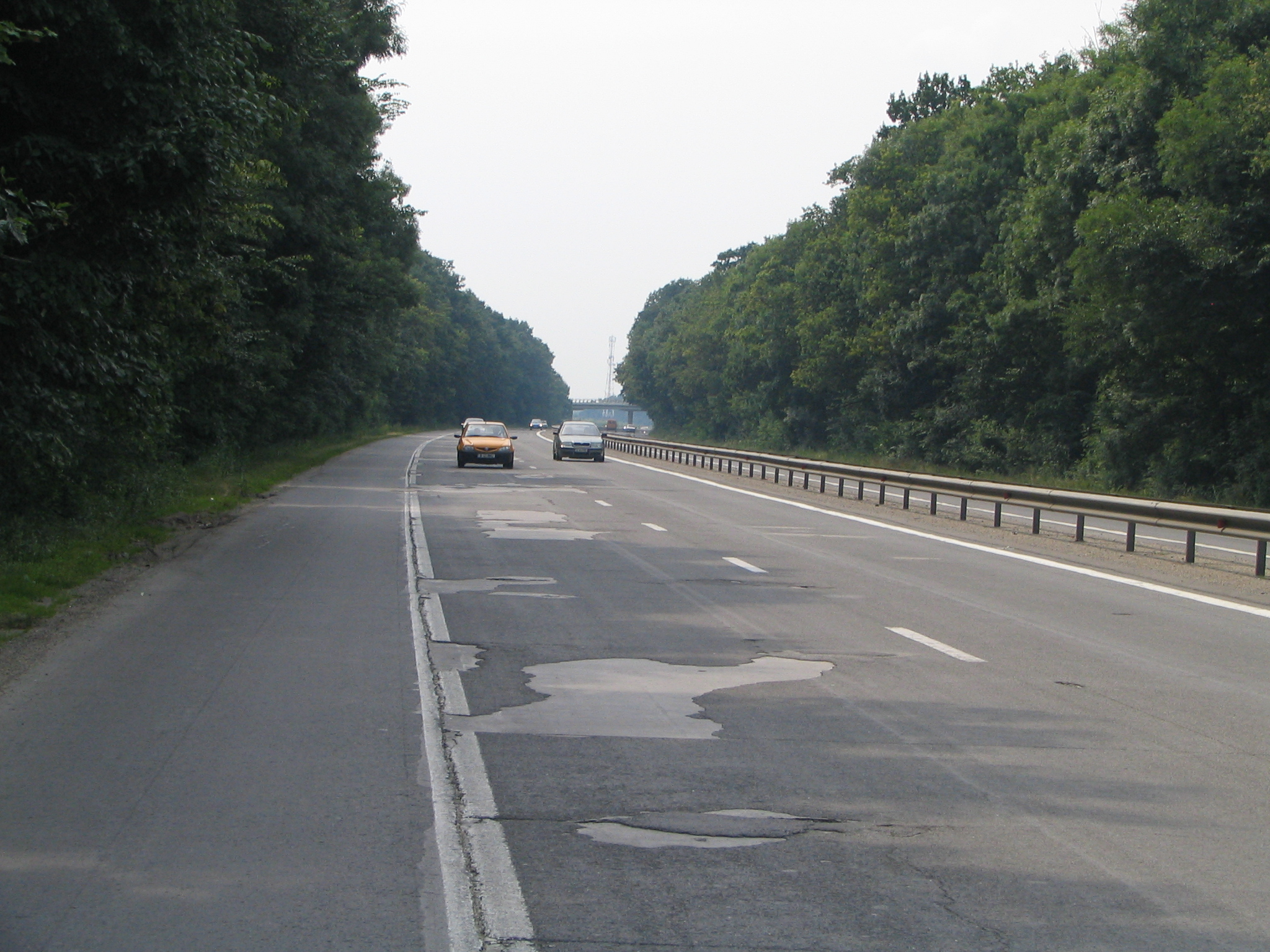
Az A1-es autópálya Romániában (Bukarest–Pitești szakasz)

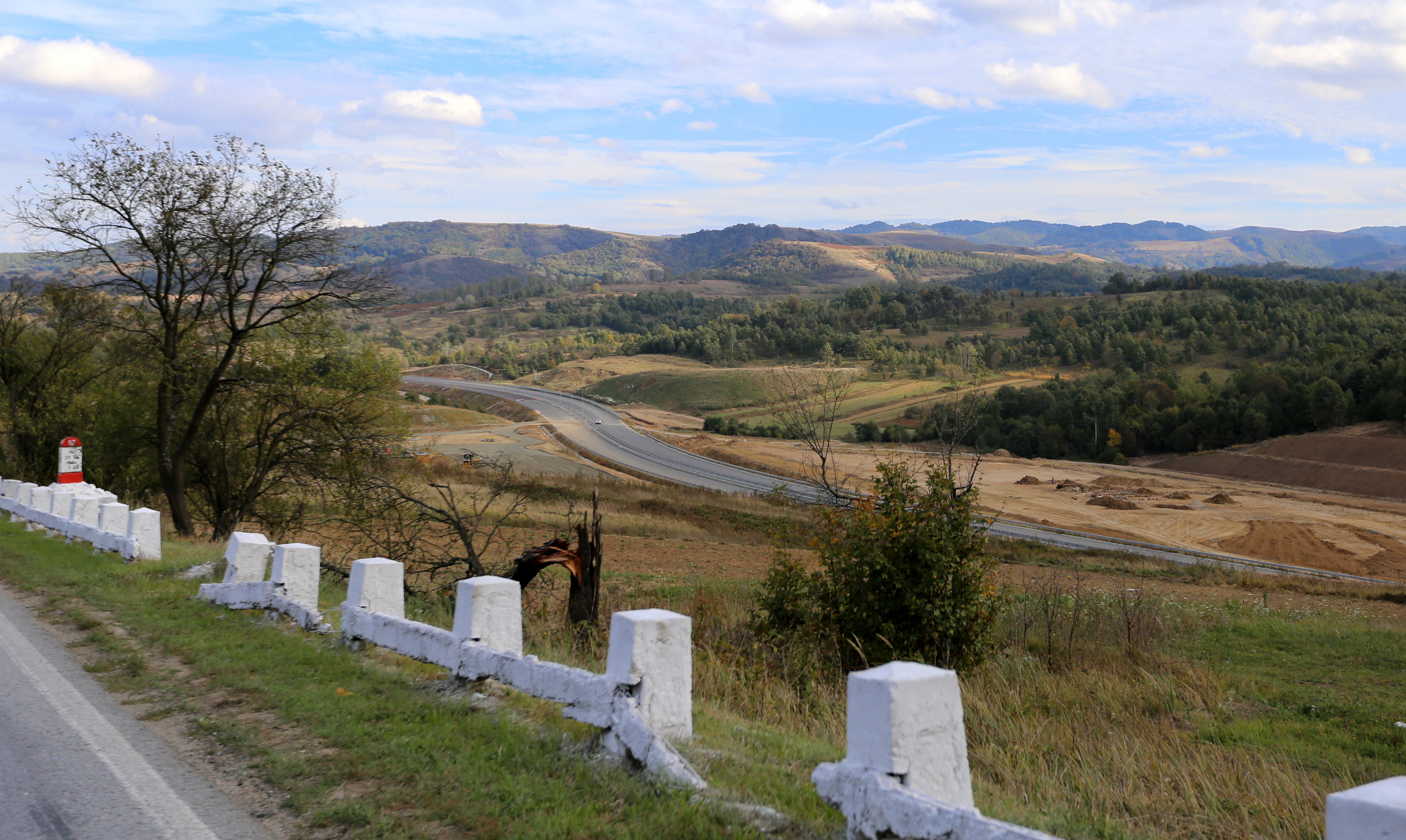
Az A1-es autópálya a magyar határ (Nagylak) és Nagyszeben között utoljára épülő 60 km-es szakasza Ohába térségében, 2017 őszén

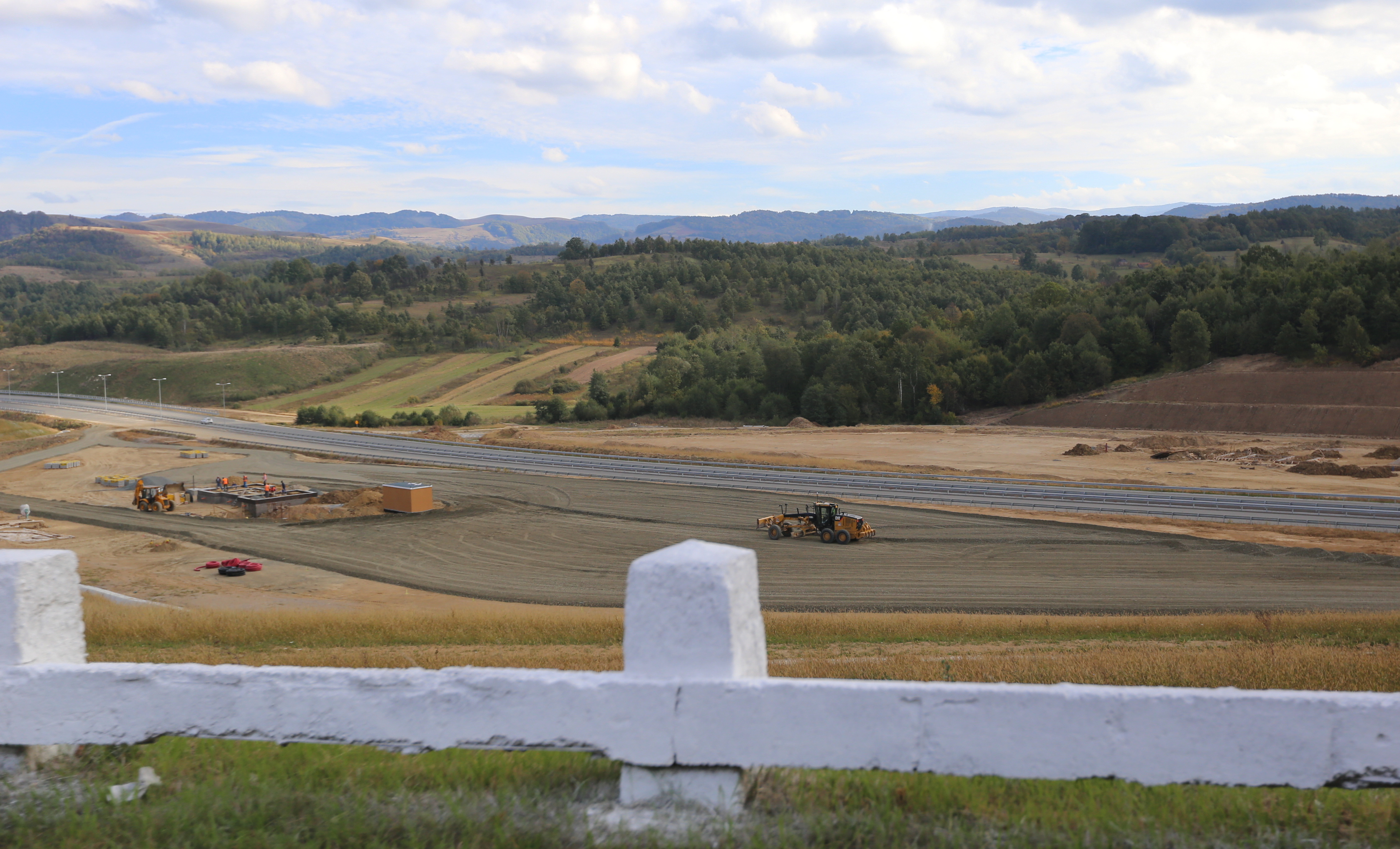
Az A1-es autópálya a magyar határ (Nagylak) és Nagyszeben között utoljára épülő 60 km-es szakasza Ohába térségében, 2017 őszén

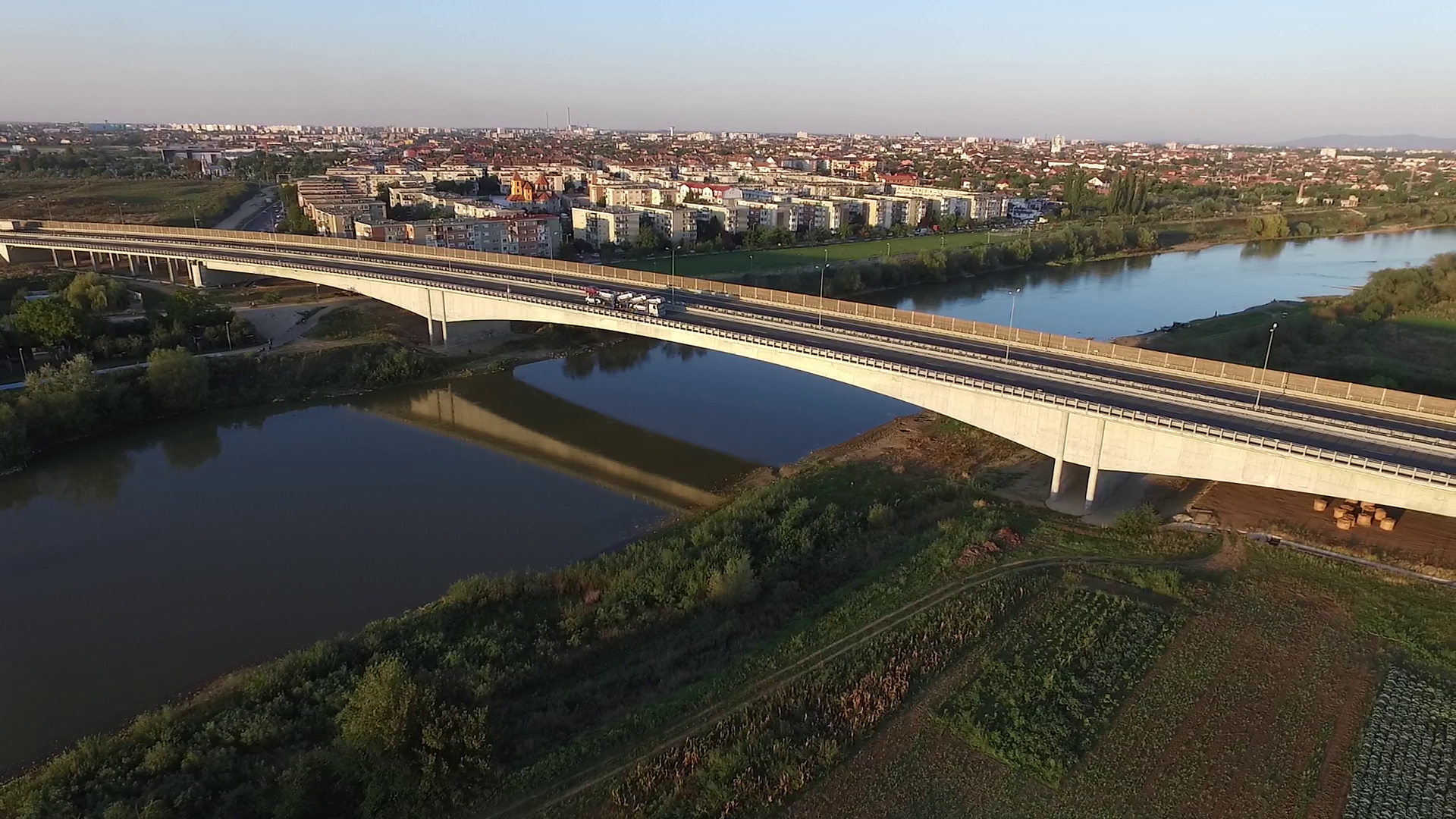
Az A1-es autópálya hídja a Maros fölött Aradnál

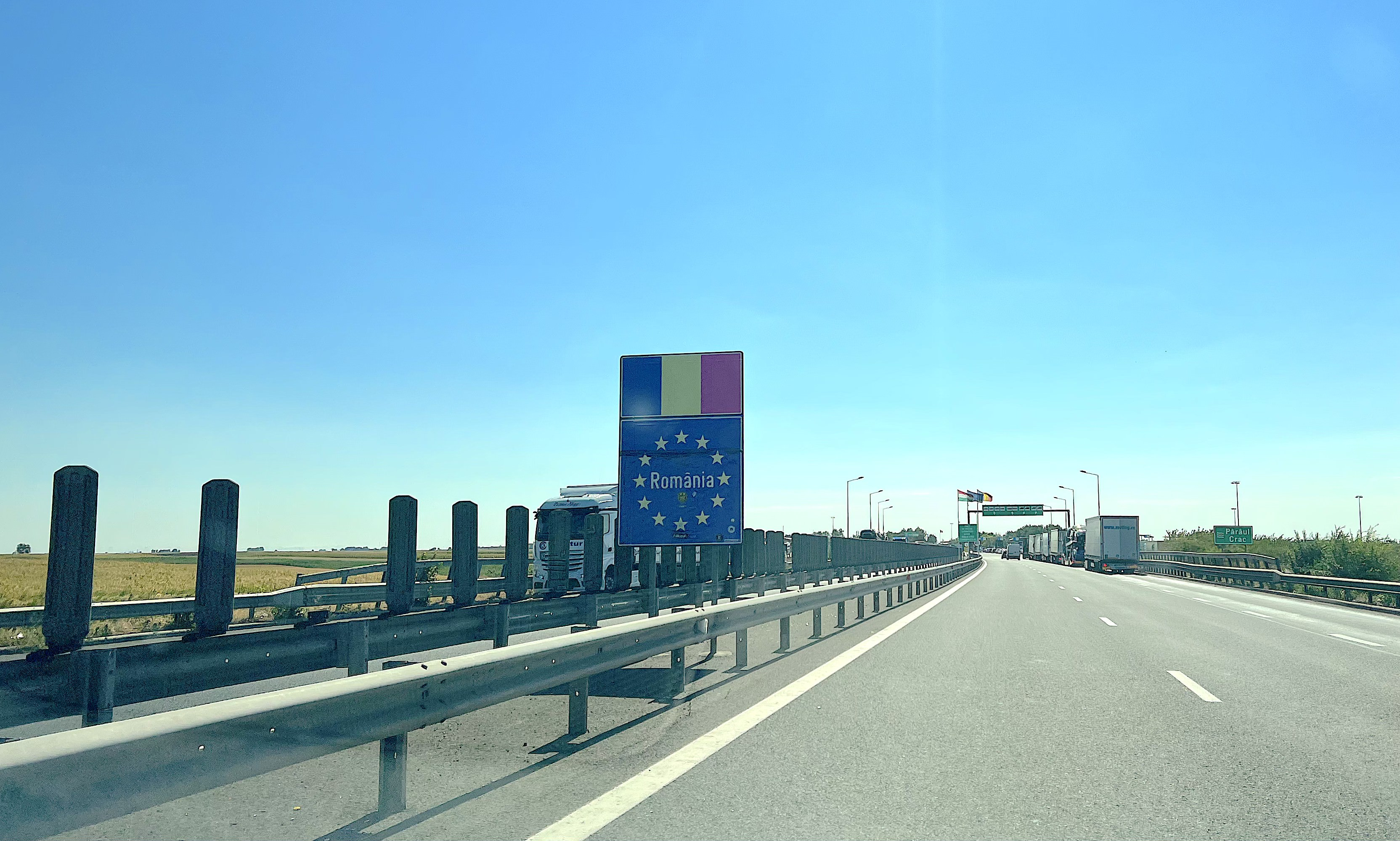
Az A1-es autópálya vége: határátlépési pont a magyar M43-as autópályán Romániába Csanádpalotánál, a Krak-ér előtt

## Díjfizetés
Az A1-es autópálya használata teljes hosszában díjköteles. Az egységes matrica megvásárlása kötelező, amely érvényes a nemzeti utakra és az autópályákra egyaránt.

## Üzemeltetés és karbantartás
Az üzemeltetési és fenntartási tevékenységet jelenleg öt autópálya-mérnökség biztosítja:
- Pécskai központ az 564-es kilométerszelvényben[38]
- Orczyfalvi központ az 522-es kilométerszelvényben[39]
- Marzsinai központ a 429-es kilométerszelvényben[40]
- Marossolymosi központ a 369-es kilométerszelvényben
- Alvinci központ a 322-es kilométerszelvényben[41]
- Szelistyei központ a 275-ös kilométerszelvényben[42]

A Bukarest–Pitești-szakaszon nem léteznek mérnökségek.
Épülő mérnökségek:
- Curtea de Argeși központ a 152-es kilométerszelvényben[43]

## Fordítás
- Ez a szócikk részben vagy egészben az A1 (Rumänien) című német Wikipédia-szócikk ezen változatának fordításán alapul.  Az eredeti cikk szerkesztőit annak laptörténete sorolja fel. Ez a jelzés csupán a megfogalmazás eredetét és a szerzői jogokat jelzi, nem szolgál a cikkben szereplő információk forrásmegjelöléseként.